# Isbjerg (rapper)
Kasper Isbjerg Beckmann (28. september 1973 på Amager), også kendt som Isbjerg er en dansk rapper og producer, der har været med i grupperne Rockers By Choice, Fuld Pensum, Unit Zero og Toxis. Han har desuden medvirket på en lang række hip hop udgivelser igennem 90'erne, bl.a. Hvid Sjokolade, Den Gale Pose, Takt og Tone og Humleridderne.
Isbjerg startede med at høre og skrive rim, inspireret af bl.a MC Einar, Rip Rap Rock og Rockers By Choice. Han mødtes med andre og startede sin første gruppe i ungdomsklubben Sundby Algård. Han mødte mange unge med samme interesse, og blev derfra ledet videre til klub 47, hvor Turbo Niels havde gang i en masse musik.Han fik smag for at rappe som solist, samtidig med at hjælpe til i grupper som Unit Zero og Det Store Barn. Han havde på et tidspunkt en flair for freestyle rap, der førte til mange improviserede dueller med mange dygtige kunstnere - Her mødte han bl.a. PerVers, som han tabte til i Pulejam 1994.